# Lijst van voetbalinterlands Canada - Japan
Deze lijst van voetbalinterlands is een overzicht van alle officiële voetbalwedstrijden tussen de nationale teams van Canada en Japan. De landen speelden tot op heden vier keer tegen elkaar. De eerste ontmoeting, een groepswedstrijd bij de strijd om de FIFA Confederations Cup 2001, werd gespeeld in Niigata op 31 mei 2001. Het laatste duel, een vriendschappelijke wedstrijd, vond plaats op 13 oktober 2023 in Niigata.

## Wedstrijden
| № | Plaats  | Datum            | Competitie                   | Wedstrijd      | Uitslag |
| - | ------- | ---------------- | ---------------------------- | -------------- | ------- |
| 1 | Niigata | 31 mei 2001      | FIFA Confederations Cup 2001 | Japan – Canada | 3 – 0   |
| 2 | Doha    | 22 maart 2013    | Vriendschappelijk            | Japan − Canada | 2 − 1   |
| 3 | Dubai   | 17 november 2022 | Vriendschappelijk            | Japan − Canada | 1 − 2   |
| 4 | Niigata | 13 oktober 2023  | Vriendschappelijk            | Japan − Canada | 4 − 1   |

## Samenvatting
| Competitie              | Totaal gespeeld | Winst Canada | Gelijk | Winst Japan | Doelsaldo Canada – Japan |
| ----------------------- | --------------- | ------------ | ------ | ----------- | ------------------------ |
| FIFA Confederations Cup | 1               | 0            | 0      | 1           | 0 − 3                    |
| Vriendschappelijk       | 3               | 1            | 0      | 2           | 4 − 7                    |
| Totaal                  | 4               | 1            | 0      | 3           | 4 − 10                   |

Wedstrijden bepaald door strafschoppen worden, in lijn met de FIFA, als een gelijkspel gerekend.

## Details

### Eerste ontmoeting
| FIFA Confederations Cup 2001 (Niigata, Japan, 31 mei 2001): |       |        |
| Japan                                                       | 3 – 0 | Canada |
| Shinji Ono 57' Akinori Nishizawa 60' Hiroaki Morishima 88'  | goals |        |

### Tweede ontmoeting
| Vriendschappelijk (Doha, Qatar, 22 maart 2013): |       |                  |
| Japan                                           | 2 – 1 | Canada           |
| Shinji Okazaki 9' Mike Havenaar 74'             | goals | 59' Marcus Haber |